# Diósi Seres-barlang
A Diósi Seres-barlang betemetett barlang, amely a Tihanyi-félszigeten volt megtalálható.

## Leírás
A diósi barlangnak csak hozzávetőleges helyét sikerült megállapítani, mivel egy bazalttufa bányában tárták fel, így helye csak a Diós-tetői-nyereg É-i oldalában lehetett, mert itt működtek tufakő bányák az 1920-as évek végén. Pontos helyének ismerete híján feltárása meglehetősen reménytelennek tűnik. Jelentősége abból adódik, hogy bizonyság arra, miszerint e vidéken több explóziós eredetű barlang is kialakult. 1943-ban megjelent a Földtani Közlönyben, hogy Seres Mihály tihanyi gazda szerint kőfejtés közben egy mély csatornát találtak, de azt a törmelékkel be is temették.
1987-ben volt először Diósi Seres-barlangnak nevezve a barlang az irodalmában. Előfordul a barlang az irodalmában Diósi Seres barlang (Eszterhás 1987), Diósi-Seres-barlang (Eszterhás 1983), Tihanyi Diós explóziós csatornája (Eszterhás 1984), Tihanyi „Diós” explóziós csatornája (Bertalan 1976) és tihanyi „Diós” explóziós csatornája (Kordos 1984) neveken is.

## Kutatástörténet
Az 1976-ban befejezett, Magyarország barlangleltára című kéziratban az olvasható, hogy Tihanyban, az Óvártól Ny-ra, a Diós dűlőn, kőfejtőből nyílik a bejárata. A jelenleg ismeretlen barlang vulkáni gőzrobbanás csatornája, amely kőfejtéssel lett feltárva. A kézirat barlangra vonatkozó része 1 tanulmány alapján lett írva. 1983-ban Eszterhás István próbálta azonosítani a barlangot, de sikertelenül. Az Alba Regia Barlangkutató Csoport 1983. évi évkönyvében az van írva, hogy a Diósi Seres-barlang egy régen leírt, ma már nem létező barlang. A kéziratban lévő térképen látható a barlang földrajzi elhelyezkedése. Bazalttufában képződött és régi kőbánya tárta fel. Explóziós vulkáni tevékenység eredménye. A felismerhető diatréma közelében található, gázrobbanással kialakult üreg, amelyet nem töltött ki utólag a bazalttufa, hanem nagy mésztartalmú vizek öblítették át és kérgezték be mésszel.
Az 1983. évi MKBT Beszámolóban meg vannak ismételve az évkönyvben leírtak. Kordos László 1984-ben kiadott könyvének országos barlanglistájában szerepel a barlang tihanyi „Diós” explóziós csatornája néven. A listához kapcsolódóan látható a Déli-Bakony, a Balaton-felvidék és a Keszthelyi-hegység barlangjainak földrajzi elhelyezkedését bemutató 1:500 000-es méretarányú térképen a barlang földrajzi elhelyezkedése. Az 1984-ben megjelent, Eszterhás István által írt, Lista a Bakony barlangjairól című összeállításban Diósi-Seres-barlang a 4463-as barlangkataszteri területen, a Tihanyi-félszigeten, Tihanyban lévő barlang neve, amelynek másik neve Tihanyi Diós explóziós csatornája. A vulkanikus eredetű barlang be van tömve.
Az 1988. évi Karszt és Barlangban az olvasható, hogy a Diós-tetői-nyeregben nyílt a bazalttufitban gőzrobbanással keletkezett, bányatörmelékkel betömött barlang, amelynek régi méretéről annyit lehet tudni, hogy mély csatorna. Az Eszterhás István által 1989-ben írt, Magyarország nemkarsztos barlangjainak listája című kéziratban az olvasható, hogy a Bakony hegységben, a 4463-as barlangkataszteri területen, Tihanyban létezett Diósi Seres-barlang bazalttufitban alakult ki. Az ismeretlen méretű barlang elpusztult. A listában meg van említve az a Magyarországon, nem karsztkőzetben kialakult, létrehozott 220 objektum (203 barlang és 17 mesterséges üreg), amelyek 1989. év végéig váltak ismertté. Magyarországon 6 barlang keletkezett bazalttufitban. Az összeállítás szerint Kordos László 1984-ben kiadott barlanglistájában fel van sorolva 119 olyan barlang is, amelyek nem karsztkőzetben jöttek létre.
Az Eszterhás István által 1993-ban írt, Magyarország nemkarsztos barlangjainak lajstroma című kéziratban meg van említve, hogy a Diósi Seres-barlang a Bakony hegységben, a 4463-as barlangkataszteri területen, Tihanyban helyezkedett el. Az ismeretlen méretű barlang bazalttufitban jött létre, de elpusztult. Az összeállításban fel van sorolva az a Magyarországon, nem karsztkőzetben kialakult, létrehozott 520 objektum (478 barlang és 42 mesterséges üreg), amelyek 1993 végéig ismertté váltak. Magyarországon 13 barlang, illetve mesterségesen létrehozott, barlangnak nevezett üreg alakult ki, lett kialakítva bazalttufitban. A Bakony hegységben 123 barlang jött létre nem karsztkőzetben. A 2001. november 12-én készült, Magyarország nemkarsztos barlangjainak irodalomjegyzéke című kézirat barlangnévmutatójában szerepel a Diósi Seres-barlang. A barlangnévmutatóban fel van sorolva 14 irodalmi mű, amelyek foglalkoznak a barlanggal. A 439. tétel nem említi, a 438. tétel említi.

## További irodalom
- Eszterhás István: A Bakony barlangleltára. Kézirat, 1982. (A kézirat megtalálható a Magyar Karszt- és Barlangkutató Társulat Adattárában és a KvVM Barlang- és Földtani Osztályon.)
- Eszterhás István: A Tihanyi-félsziget barlangkatasztere. Kézirat. Isztimér, 1984. (A kézirat megtalálható a Magyar Karszt- és Barlangkutató Társulat Adattárában és a KvVM Barlang- és Földtani Osztályon.) (Néhány oldallal és fényképpel bővebb, mint az 1987-es nyomtatott változat. A kéziratot csak barlangonként szétdarabolva láttam.)
- Eszterhás István: A Bakony nemkarsztos barlangjainak genotipusai és kataszteri jegyzéke. Kézirat. Budapest, 1986. Szerződéses munka az Országos Környezet- és Természetvédelmi Hivatalnak.